# Father and Son
Father and Son är en låt skriven och framförd av Cat Stevens. Den utgavs första gången på albumet Tea for the Tillerman från 1970.
Texten är tänkt som en dialog mellan en far och son. Faderns ord sjungs i ett djupare register och sonens i ett ljusare. Ursprungligen skrevs låten till en planerad musikal om ryska revolutionen och skulle handla om en sons önskan att delta i strid mot faderns önskan. Musikalprojektet rann ut i sanden, men låten var skriven så att den också kunde skildra samtidens generationskonflikter.
Senare covers och tolkningar på låten har gjorts av Sandie Shaw, Boyzone, Ronan Keating, Rod Steward med flera.